# 陰核亀頭
陰核亀頭（いんかくきとう、英: Clitoral glans）とは、女性の外陰部における陰核の一部で、先端部の突き出た形状をしている部分の名称である。男性における陰茎亀頭に相当する。

## 解説
陰核は左右の小陰唇が上部で癒合する所、即ち陰門の上角に位置し、男性の陰茎と相同である。陰茎との最大の相違点は、その大きさもさる事ながら男性のように外尿道口が開口していない事である。女性の外尿道口は、陰核と膣口の中間あたりの膣前庭に開口する。よって尿道の長さは、ほぼ陰茎分だけ男性の方が長い。
陰核亀頭の大きさは、年齢差・個人差・人種差があるもののほぼ体格に比例するので、一般的には黄色人種より、黒人や白人女性の方が大きいとされる。中には長さ・太さ共に1〜2cmに至る大きな陰核を持つ女性もいる。また、継続的な男性ホルモンの投与によって、親指大のマイクロペニス状になる事もある。
陰核は恥骨に結合した陰核脚によってしっかりと支えられ、普段は亀頭部も陰核包皮によって覆われている。しかし、海綿体組織のために陰茎同様に性的興奮が起こると陰核の勃起が起こり、亀頭部が膨張して太く固くなる。同時に陰核包皮が剥けて、陰核亀頭が露出する。
陰核、特にその亀頭部は陰茎亀頭と同様、神経終末に富んでおり、女性の性感帯の中では最も鋭敏な部分である。亀頭部が露出することにより、さらに性的な外的刺激を受けやすくなる。
陰核亀頭は余りにも性的に鋭敏な部分であるが故に、ヨーロッパのキリスト教社会（男性支配社会）においてはその存在自体が反社会的とみなされ、さらにアフリカでは“割礼”と称して陰核の切除まで行ってきた歴史がある（女性器切除）。
陰核の存在と、性生活におけるその効用が社会的に認知されだした事は、女性の社会的地位の向上と軌を一にしている。その先駆的役割を果たした医学者が、20世紀初頭に『完全なる結婚』を出版したオランダの婦人科医、テオドール・ファン・デ・フェルデである。アンドロゲン不応症患者の場合、通常より大きい。